# Politically exposed person
Politically exposed person (PEP, «политически значимое лицо») — термин из области финансового регулирования. Обозначает физическое лицо, играющее выдающуюся общественную роль внутри той или иной страны или на международном уровне. В законодательстве некоторых стран лица категории PEP, рассматриваются как представляющие повышенный риск потенциального участия во взяточничестве и коррупции в силу своего положения и влияния, которое они могут оказывать.

## Определение
Хотя глобального определения PEP не существует, большинство стран пользуются определением, данным Целевой группой по борьбе с отмыванием денег (FATF) 2003 года. Последнее определение FATF (февраль 2012 года) выглядит следующим образом :123:
Иностранные политически значимые лица: лица, которым иностранная страна поручала важные государственные функции, например главы государств или главы правительств, высокопоставленные политики, высшие правительственные, судебные или военные чиновники, руководители государственных корпораций, лидеры ведущих политических партий.
Требования к PEP распространяются также на членов семьи или близких партнеров, а также иных лиц, которых финансовые органы посчитают связанными с PEP на личном или профессиональном уровне :18 Определение FATF не относится к лицам незначительного общественного положения :121
Предшественником этого определения была Конвенция ОЭСР 1997 года о борьбе со взяточничеством, направленная на сокращение коррупции в развивающихся странах, которая вступила в силу в феврале 1999 года; тогда использовался термин «иностранный чиновник».

## Реализация
Большинство из 37 стран-участниц FATF обращаются с внутренними и зарубежными PEP с повышенным вниманием . Правила FATF подразумевают, что если человек является иностранным PEP, он фактически становится и внутренним PEP в данной стране. Это положение важно для предупреждения преступности, поскольку для вывоза доходов от преступной деятельности PEP должны сначала использовать свою собственную внутреннюю финансовую систему.

## История
Термин Politically exposed person восходит к концу 1990-х годов, в так называемом «деле Абачи». Сани Абача был нигерийским диктатором, который организовал крупномасштабную систематическую кражу активов из нигерийского центрального банка в течение нескольких лет совместно с членами семьи и партнерами. Считается, что было похищено несколько миллиардов долларов, переведённых впоследствии на банковские счета в Великобритании и Швейцарии . В 2001 году правительство Нигерии, которое пришло на смену режиму Абачи, предприняло попытку вернуть деньги. Члены семьи Абача подали жалобы в несколько европейских агентств, в том числе в Федеральное управление полиции Швейцарии, которые расследовали около шестидесяти швейцарских банков. В ходе этого расследования и возникла концепция «политически значимого лица», вокруг которой ООН организовала комитет в декабре 2000 года, что в конечном итоге привело к принятию в октябре 2003 года резолюции Организации Объединённых Наций против коррупции (вступила в силу в декабре 2005 года) С тех пор составляются ежегодные отчеты о реализации резолюции и возвращении похищенных активов . В 2004 году резолюция стала законом Европейского Союза
Законодательство о соблюдении правил, касающееся PEP, касается связи между коррупцией в правительстве, отмыванием денег и финансированием терроризма . С 11 сентября 2001 года более 100 стран изменили свои законы, касающиеся регулирования финансовых услуг и борьбы с политической коррупцией.
За ведение бизнеса с PEP без соблюдения надлежащих процедур на финансовые учреждения налагаются большие штрафы, как, например, в случае с Riggs Bank.